# Отношения между Непал и Русия

## Отношения между Непал и Русия
Отношенията между Непал и Русия са двустранни.

## Отношения със Съветския съюз
Непал и Съветския съюз установяват дипломатически отношения на 5 юни – 9 юли 1956 г. През април 1959 г., страните подписаха няколко споразумения, включително тезо за икономическа и техническа помощ (предвиждащи безплатно съдействие при изграждането на водноелектрическа централа с електропровод, мелница за захар, фабрика за цигари, и съдействие при провеждане на сондажни работи за изграждането на магистрала), и за безплатна помощ на Непал за изграждане на болница. През 1964 г. Съветският съюз и Непал са подписали споразумение за безвъзмездна помощ за изграждането на машини за растителна и земеделска техника.
Потсъветски отношения
След разпадането на Съветския съюз, Непал дава пълно дипломатическо признаване на Руската федерация като негов правоприемник. Оттогава редица двустранни срещи се проведоха между двете страни. От 1992 г. насам многобройни непалски студенти са отишли в Русия за по-високи проучвания с финансова основа. През октомври 2005 г. външните министри на двете страни се срещнаха, за да обсъдят сътрудничеството по редица въпроси, включително политически, икономически, военни, образователни и културни. Двете страни поддържат посолства в столиците на другите. Русия има посолство в Катманду, докато Непал има посолство в Москва. Двустранните отношения традиционно се характеризират с взаимно разбирателство и добра воля. От май 2002 г., съществува споразумение за премахване на визите за притежателите на дипломатически и служебни паспорти. Русия и Непал си сътрудничат в рамките на различни международни организации и многостранни форуми, за да укрепление на регионалната и глобалната сигурност. От 2000 г. насам, в непалския парламент действа асоциация „приятелство-Непал и Русия“.

## Търговски отношения
Обемът на двустранната търговия през 2013 г. възлиза на 2,6 милиона (внос – 1 милион, износ – 1,6 милиона). Основните елементи на внос от Непал са кожи, облекла, изработени от памук и вълна, обувки, изкуства и занаяти. Руския износ в Непал е предимно – цветна металургия, резервни части за леки пътнически самолети и хеликоптери, машини, оборудване, дървен материал и производство на целулоза и хартия.

## Отношения в областта на образованието
През 1996 г. бе възобновена практиката на предоставяне на държавни стипендии от Русия на студенти от Непал.